# Du Preez Grobler
Pour les articles homonymes, voir Du Preez.
Pas d'image ? Cliquez ici

b Matchs officiels uniquement.
Dernière mise à jour le 22 février 2024.
Du Preez Grobler, né le 8 juin 1977 à Keetmanshoop en Namibie, est un joueur de rugby à XV namibien. Il joue avec l'équipe de Namibie entre 2001 et 2008, évoluant au poste de centre.

## Biographie
Du Preez Grobler joue son premier test match avec l'équipe de Namibie le 7 juillet 2001 contre le Zimbabwe.
Il fait partie de la sélection namibienne sélectionnée pour la Coupe du monde 2003 en Australie, puis pour celle de 2007 en France,.

## Équipe de Namibie
- 25 sélections avec l'équipe de Namibie
- 50 points (10 essais)
- Sélections par année : 1 en 2001, 3 en 2002, 7 en 2003, 5 en 2004, 3 en 2006, 5 en 2007, 1 en 2008
- Coupe du monde :
  - 2007 : 1 match, 1 comme titulaire (Argentine)
  - 2003 : 4 matchs, 4 comme titulaire (Argentine, Irlande, Australie, Roumanie), 1 essai, 5 points